# Primo Partito di Lettonia - Via Lettone
Primo Partito di Lettonia - Via Lettone (in lettone: Latvijas Pirmā Partija - Latvijas Ceļš - LPP/LC) è stato un partito politico lettone di orientamento conservatore-liberale fondato nel 2007 a seguito della confluenza di due distinti soggetti politici:
- Primo Partito di Lettonia, nato nel 2002;
- Via Lettone, affermatosi nel 1993.

Si è dissolto nel 2011.